# Chapelle du Palazzo Troiano Spinelli di Laurino
La chapelle du Palazzo Troiano Spinelli di Laurino est une chapelle du centre historique de Naples qui fait partie du palazzo Spinelli di Laurino.

## Histoire et description
La chapelle, qui servait de chapelle familiale aux Spinelli, remonte au XVIIIe siècle. Elle est bâtie selon les concepts exprimés par Les Quatre Livres de l'architecture d'Andrea Palladio. Elle est attenante à la cour d'honneur du palais et possède aussi une petite entrée donnant sur le vico Fico a Purgatorio.
Elle est rarement ouverte au public.

## Source de la traduction
- (it) Cet article est partiellement ou en totalité issu de l’article de Wikipédia en italien intitulé « Chiesa di Palazzo Troiano Spinelli di Laurino » (voir la liste des auteurs).